# و سپس ما رقصیدیم
و سپس ما رقصیدیم (انگلیسی: And Then We Danced) یک فیلم درام سوئدی-گرجستانی محصول سال ۲۰۱۹ به کارگردانی لوان آکین است. این فیلم در بخش دو هفته کارگردانان در جشنواره کن ۲۰۱۹ به نمایش درآمد. این فیلم سینمایی به عنوان نماینده سوئد برای بهترین فیلم بین‌المللی برتر در نود و دومین جوایز اسکار انتخاب شد اما نامزد آن نشد. نمایش فیلم در گرجستان اعتراضاتی را برانگیخت، دلیل این ماجرا یک رابطهٔ عاشقانه همجنسگرا بود.

## موضوع فیلم
این فیلم محصول مشترک سوئد و گرجستان با موضوع رابطه عاشقانه میان دو مرد رقصنده گرجی است.
این فیلم دربارهٔ شخص جوانی به نام مِراب است که از سنین جوانی در گروه ملی رقص گرجستان به همراه شریک رقص خود، دختری بنام مِری مشغول آموزش دیدن است. وقتی ایراکلی پسری لاابالی وارد داستان می‌شود، جهان مِراب دگرگون گشته و وی به قویترین رقیب و آرزوی او تبدیل می‌شود.

## بلوای افتتاحیه
شب افتتاحیهٔ نخستین فیلم در گرجستان شاهد حجم عظیمی از پرخاشگری‌ها بود. گروهی بالغ بر ۵۰۰ مرد سعی کردند به زور وارد سالن سینما در مرکز تفلیس شوند و نمایش فیلم را مختل کنند.

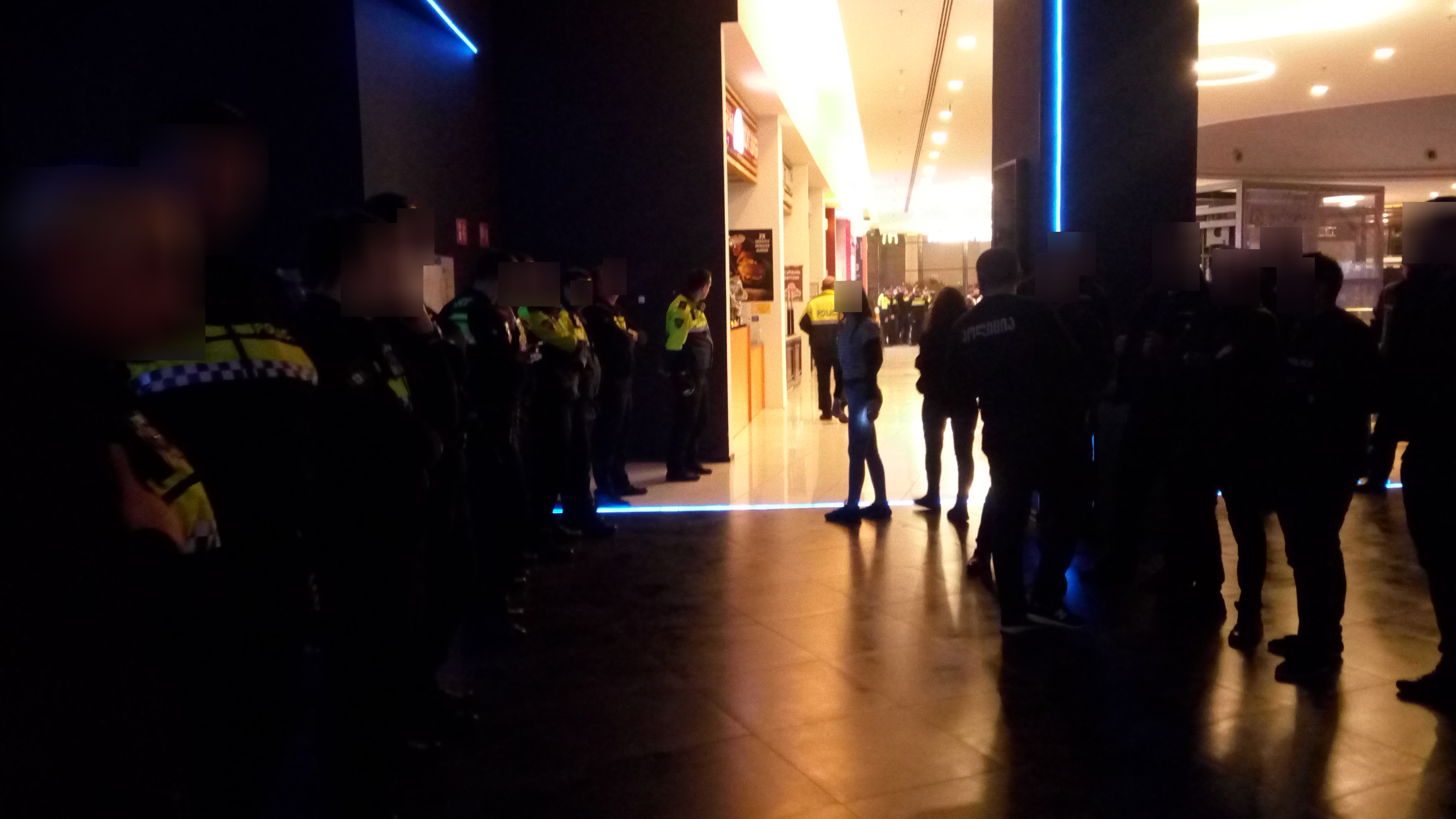
پلیس گرجستان در خط دفاع دربرابر دومین اعتراض در طول نخستین نمایش.

نیروهای پلیس ضدشورش حاضر در صحنه بین معترضان و ورودی سینما صف کشیدند. پلیس ضدشورش برای جلوگیری از خشونت بیشتر وارد عمل شد. کسانی که برای تماشای فیلم رفته بودند مورد اهانت و در بعضی موارد خشونت فیزیکی قرار گرفتند. لباس‌های خیلی از معترضان به نمادهای سازمان «رژه گرجی» آراسته بود که یک سازمان راست افراطی محسوب می‌شود. آن شب ۲۷ نفر بازداشت شدند.